# Microrregión de Araxá
La microrregión de Araxá es una de las  microrregiones del estado brasileño de Minas Gerais perteneciente a la Mesorregión del Triángulo Minero y Alto Paranaíba. Su población fue estimada en 2009 por el IBGE en 202.466 habitantes y está dividida en diez municipios. Posee un área total de 14.103 km².

## Municipios
- Araxá - 92.927 habitantes
- Campos Altos - 13.719 habitantes
- Ibiá - 23.069 habitantes
- Nova Ponte - 12.504 habitantes
- Pedrinópolis - 3.586 habitantes
- Perdizes - 14.786 habitantes
- Pratinha - 3.435 habitantes
- Sacramento - 23.112 habitantes
- Santa Juliana - 11.571 habitantes
- Tapira - 3.757 habitantes

- Datos: Q2456176